# Catharina Volpicelli

Catharina Volpicelli

Catharina Volpicelli (Napels, 21 januari 1839 - aldaar, 28 december 1894) was een Italiaanse Rooms-katholieke religieuze. Zij is de stichteres van de congregatie van de Dienaressen van het Heilig Hart. Zij werd in 2009 heilig verklaard.

## Biografie
Catharine Volpicelli kwam uit de gegoede burgerij van Napels. Zij kreeg voor een vrouw uit die tijd een zeer degelijke schoolopleiding aan het Instituut van San Marcelino. Als tiener leefde ze het normale leven van een meisje uit haar klasse, met veel bezoeken aan theater en ballet. Toen ze vijftien was ontmoette ze per toeval Ludovico da Casoria, een in 2014 heilig verklaarde franciscaan die zich inzette voor maatschappelijke hervorming. Deze ontmoeting maakte zulke indruk op Volpicelli dat ze toetrad tot de lekenorde van de Franciscanen en in 1859 intrad in de Congregatie van de zusters van het heilige sacrament. Wegens gezondheidsproblemen moest ze echter al snel de orde weer verlaten.
Op advies van haar biechtvader Leonardo Matera wijdde ze zich daarna aan het gebedsapostolaat, een stroming in de Rooms-katholieke kerk waarvan de aanhangers, meest leken, door gezamenlijk gebed een bijdrage wilden geven aan de missie van de kerk. Volpicelli stichtte met een groep geestverwante vrouwen in 1874 in Napels de Congregatie van de Dienaressen van het Heilig Hart, die leefde volgens de regel van de lekenorde van de Franciscanen. In Napels richtte zij een school voor wezen op en een bibliotheek. Al snel volgden congregatiehuizen in andere steden in Italië. De zusters richtten zich vooral op de zorg voor kinderen en zieken. In 1890 werd de congregatie door paus Leo XIII formeel erkend.
Volpicelli overleed op 28 december 1894. Op 25 maart 1945 verstrekte paus Pius XII haar het predicaat ‘eerbiedwaardig’. Paus Johannes Paulus II verklaarde haar zalig op 29 april 2001, waarna op 26 april 2009 de heiligverklaring door paus Benedictus XVI volgde. Haar feestdag is 22 januari. 
De door haar gestichte congregatie bestaat nog steeds en heet nu de Congregatie van de Dienaressen van het Heilig Hart van Catharina Volpicelli. Ze wordt aangeduid met de afkorting A.C.S.V.